# Культура Испании
Культура Испании — одна из наиболее древних и самобытных европейских культур, сформировавшаяся под влиянием многочисленных факторов. Древнейшие культурные памятники Испании — многочисленные пещерные росписи и наскальные рисунки в окрестностях Арес-дель-Маэстре, относящиеся к эпохе каменного века. Дошедшие до нас памятники кельто-иберийской эры хранят следы многообразного влияния кельтской и греческой культуры. Свой вклад в формирование культуры Испании внесли древние римляне, период мусульманского господства (VIII—XV века) также оставил заметный след, особенно в лексике испанского языка, в которой слова арабского происхождения составляют 8 %. После Реконкисты Испания стала страной, исповедующей католицизм, что также сыграло роль в становлении национальной культуры. Таким образом, культура Испании представляет собой уникальный сплав европейских и средиземноморских культур, став по сути дела, огромным музеем под открытым небом. Испания занимает четвёртое место по числу объектов всемирного наследия ЮНЕСКО в мире, в общей сложности 49.

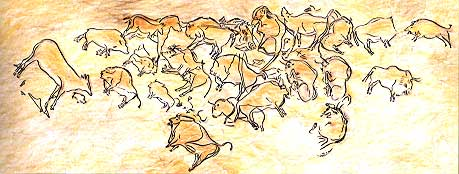
Наскальные рисунки в пещере Альтамира — объект Всемирного наследия ЮНЕСКО в Испании

## Хронология
- Доисторическая Испания

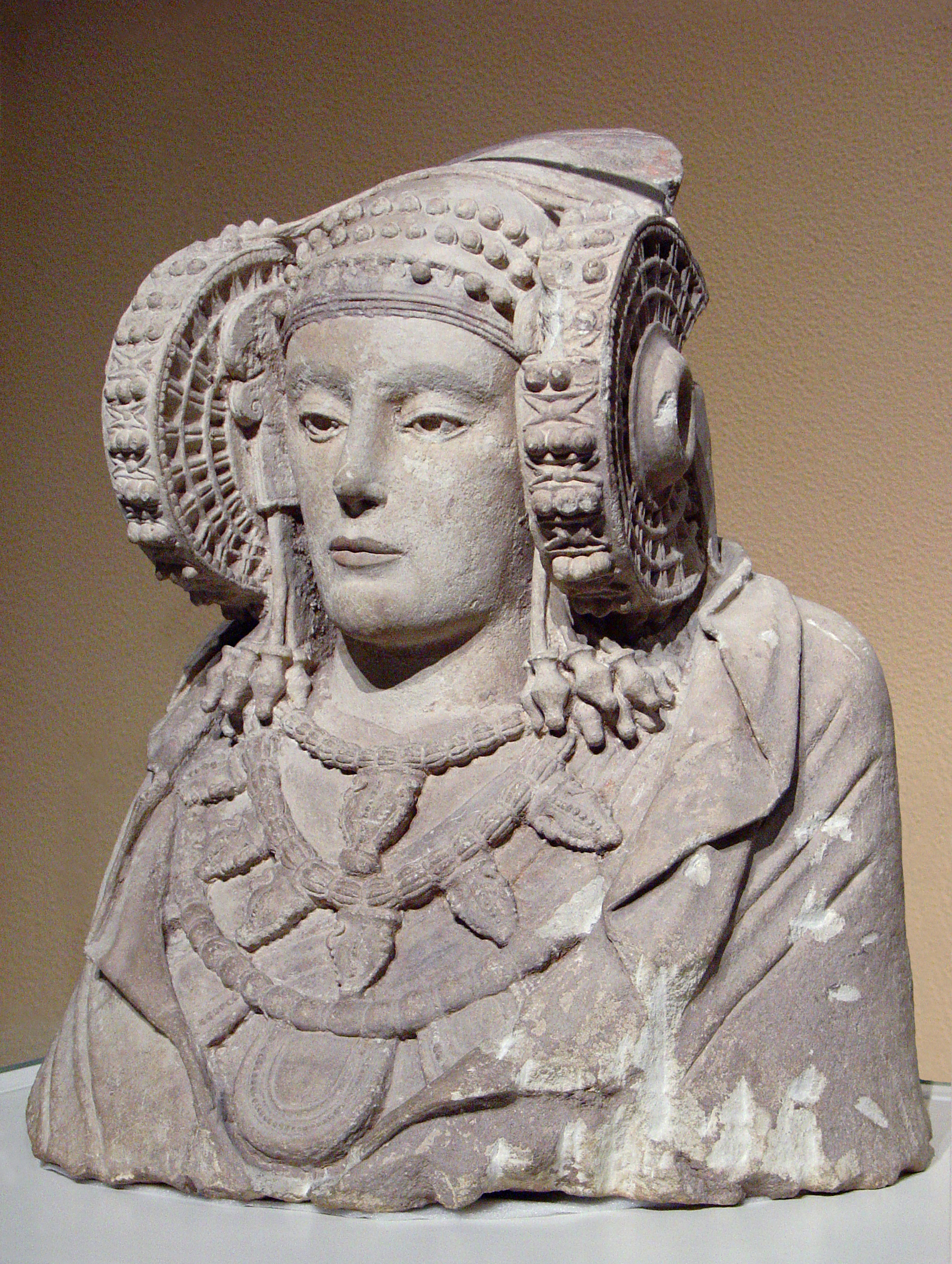
«Дама из Эльче», знаменитый памятник иберийского искусства, IV в. до н. э.

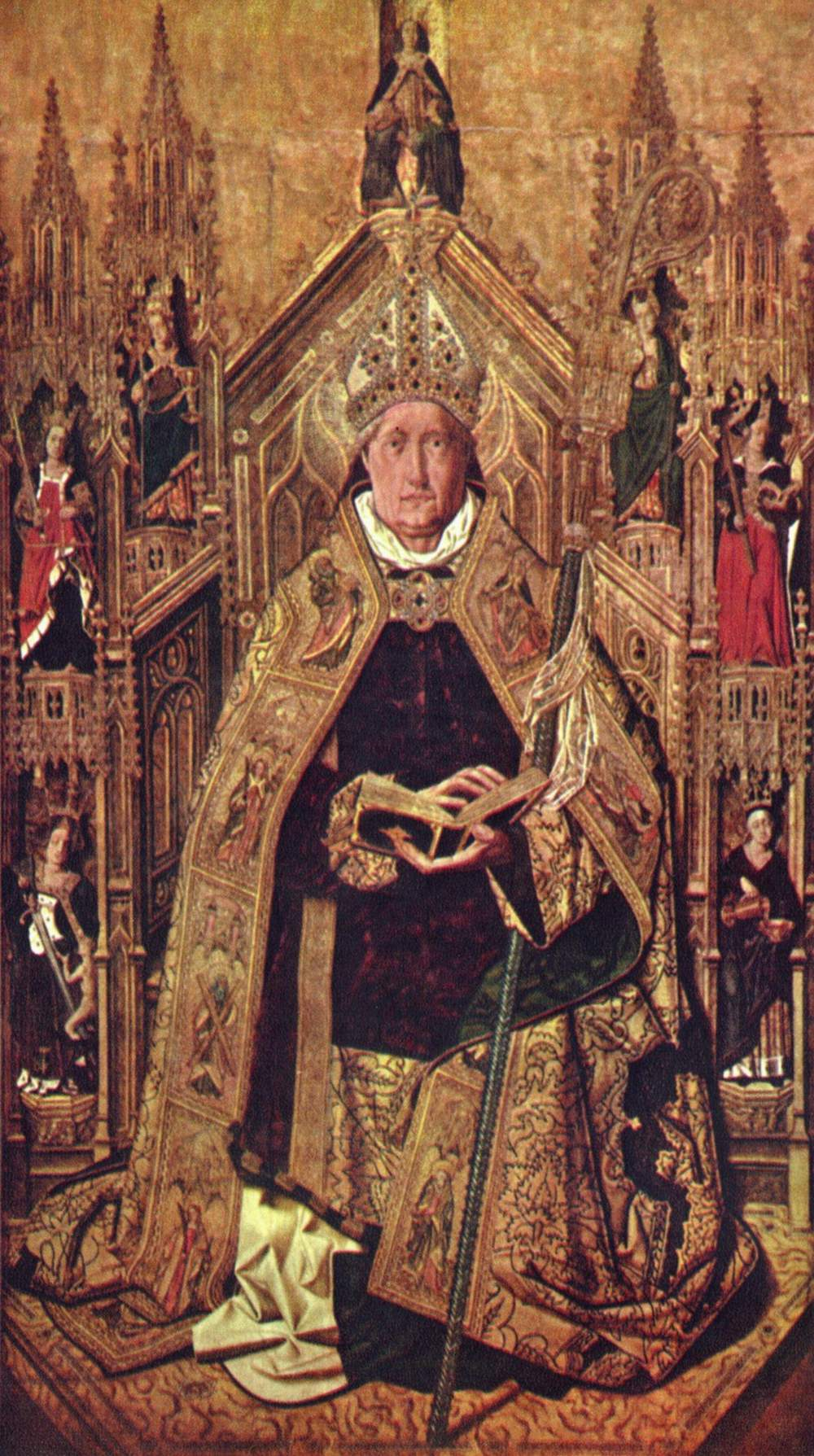
Бартоломе Бермехо. «Св. Доменик Силосский на троне с семью кардиналами», 1474—1477

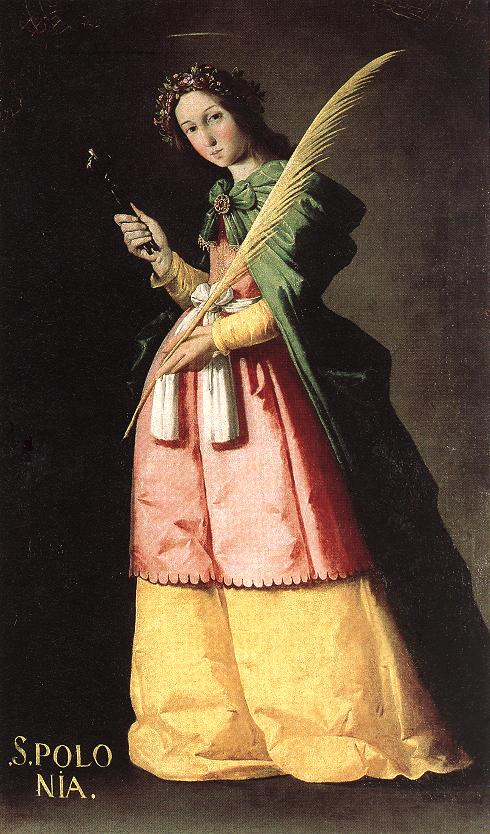
Франсиско де Сурбаран. «Святая Апполония», ок. 1636

  - Наскальные рисунки Средиземноморского побережья Испании
- Античная Испания
  - Иберийское схематическое искусство
  - Левантийское искусство
  - Иберское искусство
- Римская Испания
- Раннехристианское испанское искусство
- Средневековая Испания
  - Вестготское искусство
  - Астурийское искусство
  - Нехристианское искусство
  - Мосарабское искусство
  - Кордовский халифат
  - Мудехар
  - Гранадский эмират
  - Искусство испанских евреев
  - Испано-берберские империи
  - Испанская романика
  - Испанская готика
  - Исабелино
- Эпоха Возрождения в Испании
  - Раннее Возрождение
    - Платереско

  - Позднее Возрождение
    - Эрререско
- Золотой век Испании
  - Испанская живопись XVII века
  - Испанская архитектура XVII века
    - Чурригереско
- Просвещение и Романтизм
- XIX век
  - Неомавританский стиль
  - Испанский импрессионизм
- Современное искусство Испании

## Архитектура

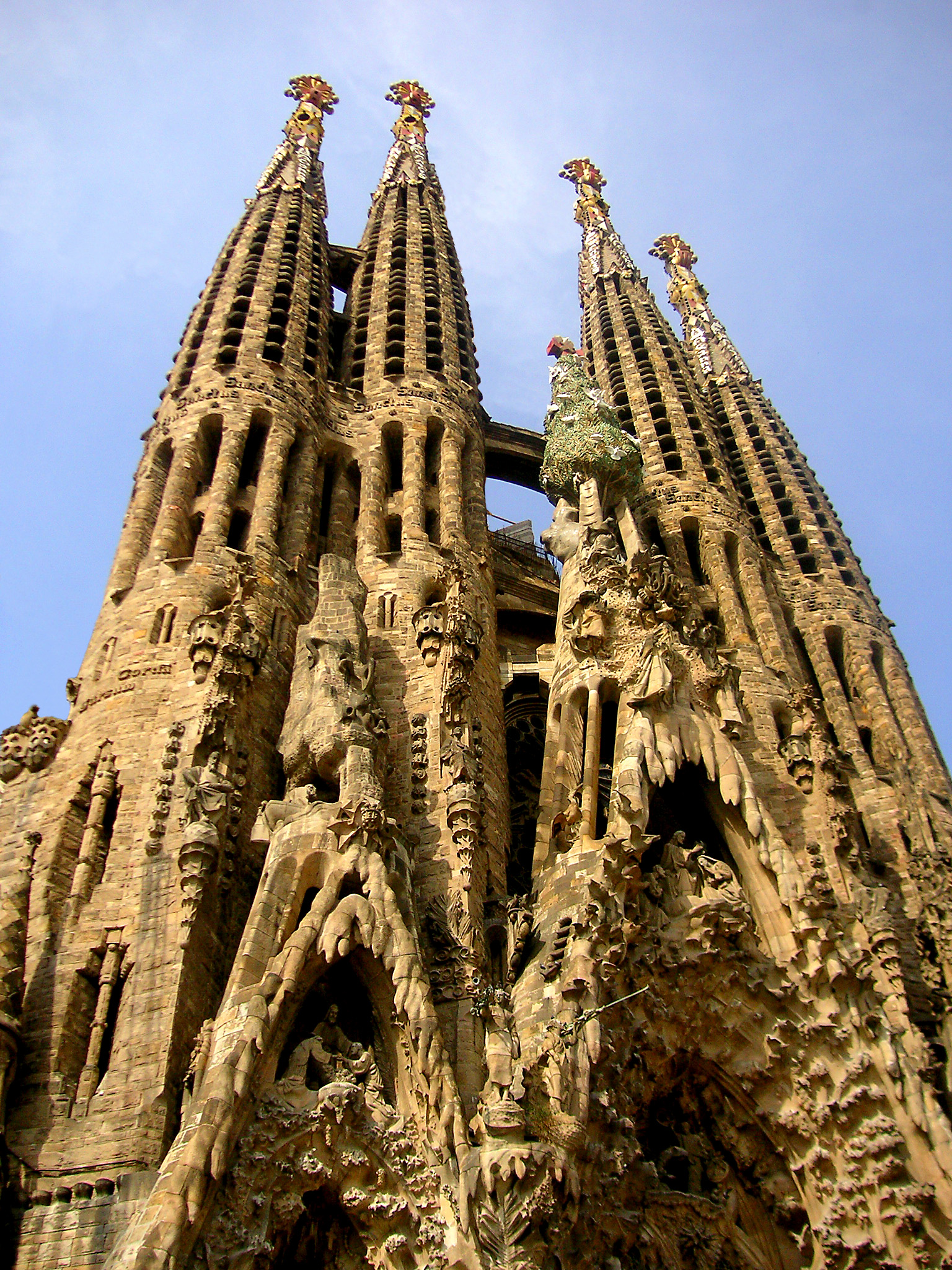
Храм Святого Семейства Антони Гауди, Барселона

Испания является третьей страной в мире по количеству объектов, объявленных ЮНЕСКО Всемирным наследием, уступая в этом рейтинге только Италии и Китаю. В ряде городов Испании целые исторические кварталы стали Всемирным наследием.
Развитие архитектуры началось с прибытием на Пиренейский полуостров римлян, которые оставили после себя некоторые из наиболее впечатляющих сооружений Римской Испании. Последовавшее за падением Римской империи нашествие вандалов, саевов и вестготов привело к глубокому упадку в использовании технологий, которые были введены римлянами, и принесло за собой ряд более строгих строительных технологий с религиозным значением. Появление мусульман в 711 году радикально определило развитие зодчества на много веков вперёд и повлекло за собой значительный культурный прогресс, в том числе и в архитектуре.
Одновременно в христианских королевствах постепенно стали появляться и развиваться самобытные архитектурные формы, не подвергнутые поначалу европейскому влиянию, но присоединившиеся со временем к крупным европейским архитектурным течениям — романике и готике, достигшим необыкновенного расцвета и оставившим за собой многочисленные образцы религиозного и гражданского строительства на всей испанской территории. Одновременно, с XII по XVII века, развивался некий синтетический стиль, мудехар, сочетающий европейские конструкции и арабское декоративное искусство.
В конце XV века, до возникновения колониального стиля и барокко в испанской Америке, в Испании появились произведения архитектуры Возрождения, в основном, рук местных мастеров (Педро Мачуки, Гаспара де Веги, Хуана-Баутисты де Толедо, Хуана де Эрреры, Андреса де Вандельвиры и др.). В испанском барокко, изначально не подверженном внешнему влиянию, появилось собственное пышное направление — чурригереско. Основные памятники этого этапа сохранились в американских колониях испанской империи — в основном это миссии, соборы и государственные учреждения. Колониальный стиль, преобладавший на протяжении веков, до сих пор оказывает значительное влияние на архитектуру Мексики, Центральной Америки и стран южноамериканского тихоокеанского побережья. Кульминацией неоклассицизма считаются работы Хуана де Вильянуэвы и его последователей.
В XIX веке в архитектуре Испании сложились две тенденции. С одной стороны — развитие нового строительного языка и импульс конструктивного прогресса, с применением новых материалов — железа и стекла. С другой стороны, академические течения, которые изначально увлекались историзмом и эклектизмом, а позже переключили своё внимание на регионализм. Распространение модерна в академических кругах способствовало появлению в XX веке таких выдающихся мастеров, как Антони Гауди. Интернациональный стиль в Испании возглавили такие группы как ГАТЕПАК.
В современной архитектуре Испании имеет место настоящая технологическая революция. Наиболее известные её представители — Рафаэль Монео, Сантьяго Калатрава, Рикардо Бофиль и другие, пользующиеся признанием в мировом профессиональном сообществе.

## Живопись
- Испанская живопись XVII века
- Хорхе Инглес

## Скульптура
- Педро де Мена — наиболее крупный испанский скульптор XVII века, работавший в Малаге

см. Категория:Изобразительное искусство Испании

## Литература

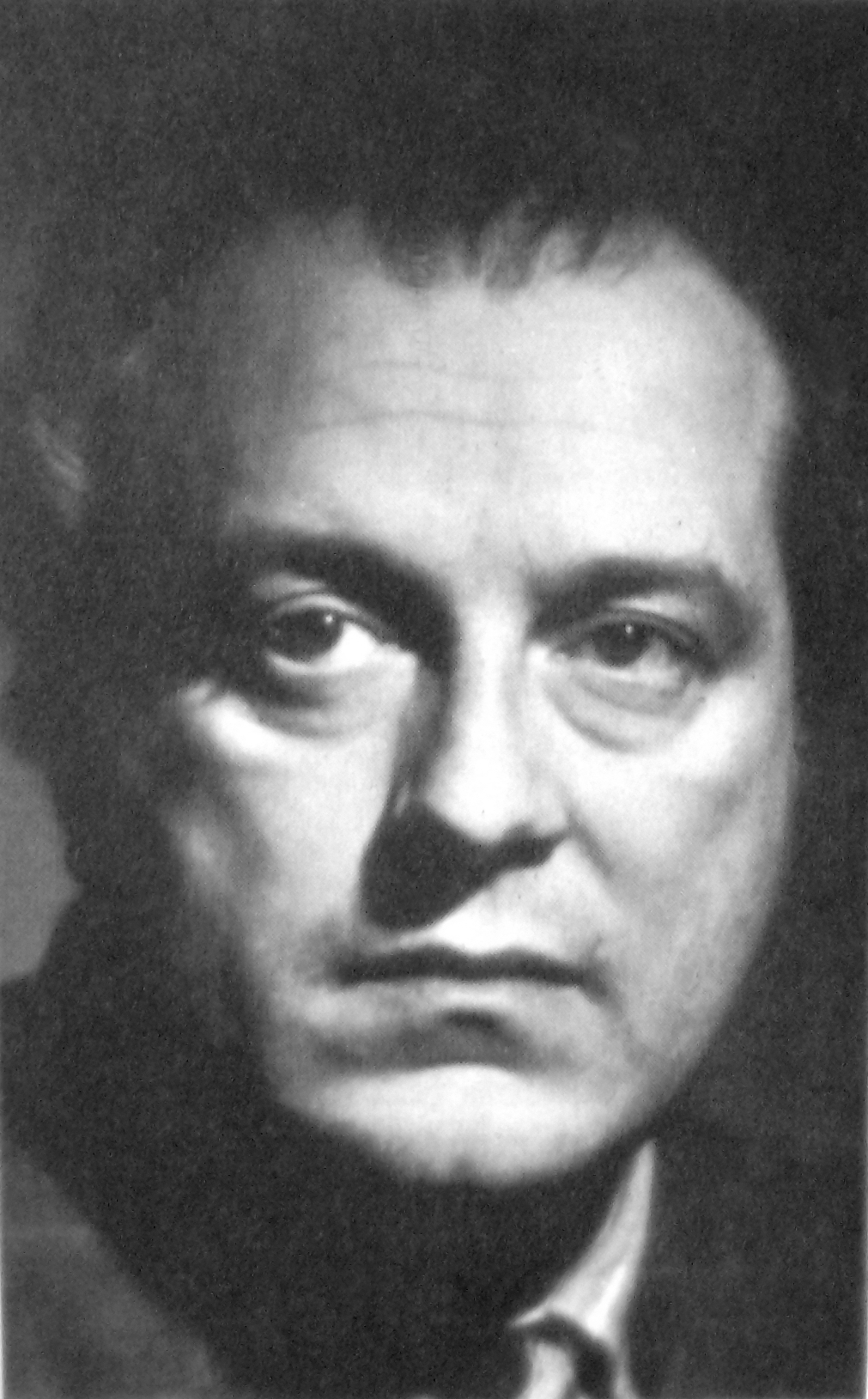
Рафаэль Альберти

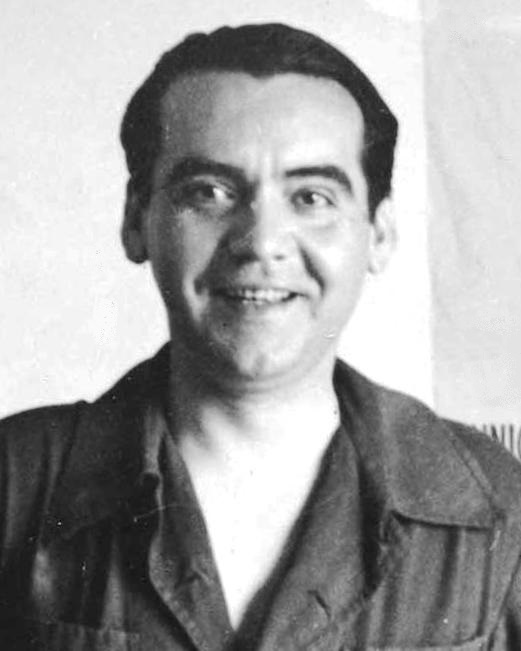
Федерико Гарсиа Лорка (1932)

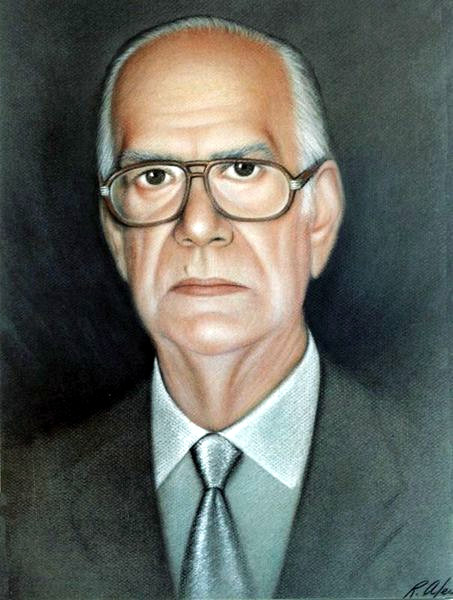
Камило Хосе Села

## Музыка
см. Категория:Музыка Испании

## Кинематограф
Первый кинопоказ в Испании состоялся 5 мая 1895 года в Барселоне. Фильмы братьев Люмьер были показаны в мае в Мадриде и в декабре в Барселоне. Первыми испанскими фильмами считаются «Выход двенадцатичасовой мессы из церкви Пилар Сарагосской» (Salida de misa de doce del Pilar de Zaragoza) Эдуардо Химено Пероманте, «Портовая площадь в Барселоне» (Plaza del puerto en Barcelona) Александра Промио и «Прибытие поезда из Теруэля в Сегорбе» (Llegada de un tren de Teruel a Segorbe) неизвестного автора (все — 1897).
В эпоху немого кино (1900-е—1920-е) центр кинопроизводства Испании располагался сначала в Барселоне, а к концу 1920-х переместился в Мадрид.
С установлением диктатуры Франко кинематография попала под жёсткое административное давление. Стало обязательным озвучивание на кастильском наречии всех фильмов, демонстрирующихся в стране. В 1940-е—1950-е наиболее популярными режиссёрами стали Игнасио Ф. Икино, Рафаэль Хиль («Huella de luz», 1941), Хуан де Ордунья («Locura de amor», 1948), Артуро Роман, Хосе Луис Саэнс де Эредия («Raza», 1942 — по собственному сценарию Франко) и Эдгар Невильe. Также смог отличиться фильм «Fedra» (1956) режиссёра Мануэля Мур Оти.
В 1950-х в Испании начали проходить два важных кинематографических фестиваля. 21 сентября 1953 впервые состоялся Фестиваль Кино (El Festival de Cine) в Сан-Себастьяне, который с тех пор не прерывался ни на один год. А в 1956 году прошла первая Неделя Международного Кино в Вальядолиде (Semana Internacional de Cine — SEMINCI).
В период франкистского режима многие испанские режиссёры эмигрировали из страны. Некоторые из них возвращались ещё при жизни Франко. Например, Луис Буньюэль приезжал в Испанию, чтобы снять скандальную «Виридиану» (1961) и «Тристану» (1970), два из его лучших фильмов.
На протяжении послефранкистской эпохи каждое новое поколение испанских кинорежиссёров пересматривало предшествовавшую историю страны. Наиболее известными из них стали Хайме Чаварри, Басилио Мартин Патино, Виктор Эрисе, Хосе Луис Гарси, Мануэль Гутьеррес Арагон, Элой де ла Иглесия, Пилар Миро́ и Педро Олеа.

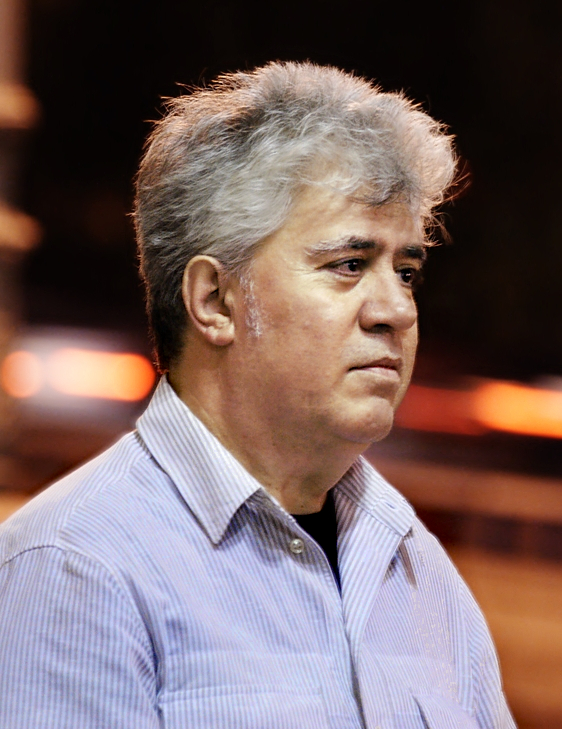
Педро Альмодовар, 2008

Также проявило себя так называемое «новое кино басков» («nuevo cine vasco») режиссёров Мончо Армендариса и Хуана Бахо Ульоа.
В число наиболее известных режиссёров, признанных мировой критикой в жанре фантастического кино, вошёл постановщик Жауме Балагеро, постоянно получающий призы на престижных киносмотрах кинофантастики.
На сегодняшний день фильмы испанского производства составляют только 10—20 % кинопроката Испании, что говорит о кризисе национального кино. Современное испанское кино зависит от эпизодических успехов и кассовых сборов так называемых «мадридских комедий» («comedia madrileña») Фернандо Коломо и Фернандо Труэбы, утончённых мелодрам Педро Альмодо́вара, чёрного юмора Алекса де ла Иглесии и грубоватого юмора Сантьяго Сегуры (Santiago Segura), а также работ Алехандро Амена́бара до такой степени, что, по словам продюсера Хосе Антонио Фелеса (José Antonio Félez), в 2004 году «50 % сборов собрали 5 фильмов, а 8—10 фильмов дали 80 % всех сборов».
В 1987 году в Испании основана кинематографическая премия «Гойя», своего рода «аналог» «Оскара» для испанского кино.